# Leesburg (Ohio)

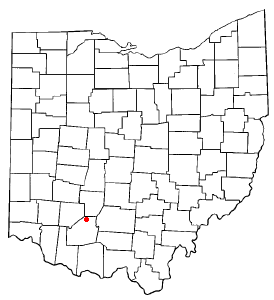
Leesburg na planie stanu Ohio

Leesburg – wieś w USA, w hrabstwie Highland, w stanie Ohio.
Według danych z 2000 roku wieś zamieszkiwana była 1 253 mieszkańców.